# Nephrotoma oligochaeta
Nephrotoma oligochaeta är en tvåvingeart som beskrevs av Alexander 1957. Nephrotoma oligochaeta ingår i släktet Nephrotoma och familjen storharkrankar.
Artens utbredningsområde är Zimbabwe. Inga underarter finns listade i Catalogue of Life.